# RS-828
Pour les articles homonymes, voir Route 828.
La RS-828 est une route locale du Nord-Ouest de l'État du Rio Grande do Sul qui relie la RS-475, sur le territoire de la municipalité d'Estação, à la commune de Quatro Irmãos. Elle dessert Estação, Erebango et Quatro Irmãos, et est longue de 23,630 km.